# Peder von Haven
Peder von Haven (9. august 1715 – 8. august 1757) var en dansk teolog.
Peder v. Haven var Niels von Havens yngre broder, og blev født i Odense. Han blev student 1731 og tog attestats 1734. Snart efter drog han til udlandet, først til Tyskland, derefter i sommeren 1736 til Rusland og blev efter nogen tids forløb sekretær og prædikant hos nordmanden Admiral Peter Bredal, der var øverstbefalende over den azovske flåde i russernes Krig mod osmannerne.
Efter hjemkomsten, som blev fremskyndet i anledning af faderens død 1739, tog han magistergraden i København 1740, rejste så til Holland og Tyskland til 1742 og udarbejdede derefter sin Rejse i Rusland (1743, 2. udg. 1757. Genoptrykt 2003), som er et dygtigt og velskrevet arbejde, der nød den ære at ledsages af anbefalende forord af Ludvig Holberg.
Han levede en tid hjemme i Odense, og fra dette ophold stammer hans Anfangsgründe der dänischen Sprache (1744, 2. udg. 1753), hvori han tager særligt hensyn til svensk og søger at vise, at dansk, norsk og svensk godt kunne betragtes som et og samme tungemål. Men da grammatikken udkom, var han allerede borte fra landet igen. I slutningen af 1743 havde han modtaget ordination for at gå som legationspræst til Rusland, og her forblev han da til 1746.
Ved dette sit andet ophold i zarens land forøgede von Haven yderligere sit kendskab til folket og dets tilstande, og resultatet heraf er nedlagt i hans Nye og forbedrede Efterretninger om det russiske Rige (2 dele, 1747), som er oversat så vel til russisk som til fransk.
Da Sorø Akademi genoprettedes 1747, blev han professor theologiæ her og tillige sognepræst i Sorø. Ved indvielsesfesten 26. juli samme år i kongens nærværelse indledede han festlighederne ved sin prædiken, som senere blev trykt i Prædikener (1752). Den teologiske doktorgrad opnåede han 1749 ved jubilæumsfesten for det oldenborgske kongehus. 1754 blev han tillige provst.
På Sorø Akademi læste han over kirkehistorie, dogmatik og moral og udgav 1756 et fuldstændigt teologisk system, det første på dansk (Om Theologien), men rigtignok spækket med en mængde særheder.
Han døde, kun 42 år gammel, 1757 og efterlod som enke Mariane født Grüner (død i København 8. juli 1799 i sit 81. år), ældste søster til professor Niels von Havens hustru. Han havde sønnen Elias Christian von Haven.